# Microlaimus porosus
Microlaimus porosus is een rondwormensoort uit de familie van de Microlaimidae. De wetenschappelijke naam van de soort is voor het eerst geldig gepubliceerd in 1993 door Bussau.